# Neustadt/Vogtl.
Pour les articles homonymes, voir Neustadt.
Neustadt/Vogtl. est une commune de Saxe (Allemagne), située dans l'arrondissement du Vogtland, dans le district de Chemnitz.